# Jacques David (horloger)
Pour les articles homonymes, voir Jacques David (homonymie) et David.
Jacques David est un ingénieur suisse né le 18 mars 1845 à Lausanne et mort 12 septembre 1912 à Berne.
Il est diplômé de l’École centrale Paris en 1866 et arrive à Saint-Imier en 1866 pour seconder son cousin Ernest Francillon dans la création d’une fabrique mécanisée d’horlogerie dénommée les Longines d'après le nom du lieu-dit où l'entreprise se développe. En 1867, il effectue un apprentissage d'horloger au Locle. Vice-président du Syndicat suisse des fabriques de montres et membre de la Chambre horlogère suisse. Actif en politique, il est conseiller communal à l'exécutif, de 1886 à 1893, puis au législatif, de 1899 à 1912, de Saint-Imier et député radical au Grand Conseil bernois de 1902 à 1912.

## Exposition universelle
Il se rend en 1876 à l’Exposition universelle de Philadelphie, pour le compte de la Société intercantonale des industries du Jura. Lors de cette exposition, l'entreprise Waltham Watch Company expose une chaîne de montage de mouvements « industrielle », comprenant la première machine entièrement automatique pour produire des vis. Waltham et Elgin Watch Company sont déjà à même de produire en grandes quantités les pièces constitutives d'un mouvement de manière si précises, qu'elles sont interchangeables! Waltham y remporte la médaille d'or avec un lot de montres prises au hasard, directement de la production, devant toutes les autres entreprises participant, dont des marques Suisses réputées.

## Rapport de Jacque David aux autorités horlogères
En véritable espion industriel, il décrit dans un célèbre rapport la production rationalisée qui permet à ces fabriques américaines d’inonder le marché de montres de qualité, mais peu coûteuses. Dans un milieu horloger suisse encore hostile au travail industriel en fabrique, ses conclusions créent un véritable choc salutaire.

## Activités pour la modernisation de l’horlogerie Suisse
Après son retour et la publication de son rapport, Jacques David, devenu directeur technique des Longines, est bien décidé à moderniser l’horlogerie suisse.  
Aux États-Unis, il avait aussi visité les principales fabriques horlogères (Waltham Watch Company et Elgin Watch Company). Organisées en entreprises industrielles, elles produisent des montres de qualité, extrêmement bon marché, grâce à l’usage de machines et à la standardisation des pièces constitutives du mouvement (« interchangeabilité »), qui remettent en question, la prédominance suisse sur le marché américain, son principal débouché.
Jacques David veut adopter en Suisse le modèle américain et développer une politique active en faveur de ce projet. Il s’engage au sein de la Société intercantonale des industries du Jura, dont il préside, dès 1877, la sous-commission technique chargée de rationaliser certaines normes horlogères (adoption du système métrique, unification des grandeurs de vis, etc.). 
Enfin, il intervient dans le domaine de la formation professionnelle et fait des écoles d’horlogerie un élément central de son projet modernisateur. Nommé membre de la commission de l'École d'horlogerie de Saint-Imier ; peu après sa fondation, il s’y impose comme l’une des personnalités de l’établissement jusqu’à son décès.

### Sources
- Richard Watkins (Australia), « Jacques David – and a Summary of "American and Swiss Watch –making in 1876" with the "Emphasis on Interchangeability in Manufacturing" » [PDF], National Association of Watch and Clock Collectors, 2004 (consulté le 3 août 2009), NAWCC Bulletin, No. 350 (June 2004) p. 2394-302.
- Pierre-Yves Donzé, « La création des écoles d'horlogerie », www.horlogerie-suisse.com, n.d. (consulté le 3 août 2009)